# Manor MRT05
El Manor MRT05 fue un monoplaza de Fórmula 1 diseñado por Manor Racing para competir en la temporada 2016 de Fórmula 1. Fue el primero y el único del equipo inglés en Fórmula 1.

## Resultados

### Fórmula 1
(Clave) (negrita indica pole position) (cursiva indica vuelta rápida)

| Año     | Motor                               | Neu. | N.º | Pilotos         | 1   | 2   | 3   | 4   | 5   | 6   | 7   | 8   | 9   | 10  | 11  | 12  | 13  | 14  | 15  | 16  | 17  | 18  | 19  | 20  | 21  | Puntos | Pos. |
| ------- | ----------------------------------- | ---- | --- | --------------- | --- | --- | --- | --- | --- | --- | --- | --- | --- | --- | --- | --- | --- | --- | --- | --- | --- | --- | --- | --- | --- | ------ | ---- |
| 2016    | Mercedes PU106C Hybrid 1.6 V6 turbo | P    |     |                 | AUS | BHR | CHN | RUS | ESP | MON | CAN | EUR | AUT | GBR | HUN | GER | BEL | ITA | SIN | MYS | JPN | USA | MEX | BRA | ABU | 1      | 11.º |
| 2016    | Mercedes PU106C Hybrid 1.6 V6 turbo | P    | 31  | Esteban Ocon    |     |     |     |     |     |     |     |     |     |     |     |     | 16  | 18  | 18  | 16  | 21  | 18  | 21  | 12  | 13  | 1      | 11.º |
| 2016    | Mercedes PU106C Hybrid 1.6 V6 turbo | P    | 88  | Rio Haryanto    | Ret | 17  | 21  | Ret | 17  | 15  | 19  | 18  | Ret | Ret | 21  | 20  |     |     |     |     |     |     |     |     |     | 1      | 11.º |
| 2016    | Mercedes PU106C Hybrid 1.6 V6 turbo | P    | 94  | Pascal Wehrlein | 16  | 13  | 18  | 18  | 16  | 14  | 17  | Ret | 10  | Ret | 19  | 17  | Ret | Ret | 16  | 15  | 22  | 17  | Ret | 15  | 14  | 1      | 11.º |
| Fuente: |                                     |      |     |                 |     |     |     |     |     |     |     |     |     |     |     |     |     |     |     |     |     |     |     |     |     |        |      |